# Mopiopia tristis
Mopiopia tristis är en spindelart som först beskrevs av Cândido Firmino de Mello-Leitão 1947.  
Mopiopia tristis ingår i släktet Mopiopia och familjen hoppspindlar. Inga underarter finns listade i Catalogue of Life.